# ريم الجويني
ريم الجويني (ولدت في 7 أغسطس عام 1980) ملامكة تونسية شاركت في بطولة الألعاب الاولمبية في لندن 2012 للوزن الخفيف ولكن هزمت في الجولة الأولى. شاركت ريم في هذة البطولة تحت فئة وزن الذبابة.

## روابط خارجية
- ريم الجويني على موقع بوكس ريك (الإنجليزية) (registration required)
- ريم الجويني على موقع اللجنة الأولمبية الدولية (الإنجليزية)
- ريم الجويني على موقع أوليمبيديا (الإنجليزية)